# Ancistrocerus gazella
Ancistrocerus gazella (англ. European tube wasp, European potter wasp ) — вид одиночных ос (Eumeninae).

## Распространение
Европа, северная Африка. Этот вид был завезён в Новую Зеландию, где в 1987 году обнаружен в Окленде.

## Описание
Осы имеют длину от 7 до 12 мм. Чёрно-жёлтые. Строят гнёзда из одной ячейки, в которую запасают до 20 гусениц для пропитания своей личинки. После чего запечатывает вход в гнездо. Осы летают в 2 поколениях с начала мая до конца октября.